# Schizaea asperula
Schizaea asperula là một loài dương xỉ trong họ Schizaeaceae. Loài này được Wakef. mô tả khoa học đầu tiên năm 1942.
Danh pháp khoa học của loài này chưa được làm sáng tỏ. 